# Futbol Club Barcelona 2018-2019
Questa voce raccoglie le informazioni riguardanti il Futbol Club Barcelona nelle competizioni ufficiali della stagione 2018-2019.

## Stagione
Per la stagione 2018-2019 viene confermato in panchina Ernesto Valverde.
Questa è la prima stagione dopo l'addio di Andrés Iniesta, che a 34 anni si è trasferito in Giappone, al Vissel Kobe. La nuova stagione inizia con la conquista di un trofeo. Il 12 agosto 2018, nella città marocchina Tangeri, il Barça si aggiudica la Supercoppa di Spagna battendo per 2-1 il Siviglia. Il gol dell'ala Sarabia illude gli andalusi, rimontati dal gol di Piqué al termine del primo tempo e beffati a 12 minuti dal termine da Dembélé. Per il Barcellona si tratta della tredicesima supercoppa vinta, nonché dell'ottantanovesimo trofeo annoverato nella ricca bacheca.
Nella Liga i blaugrana impongono il loro dominio. Nel girone di andata la squadra allenata da Valverde totalizza 43 punti, frutto di 13 vittorie, 3 pareggi e 3 sconfitte. Ad impressionare è la facilità con cui i catalani vanno a segno. A testimoniarlo sono alcune larghe vittorie come l'8-2 inferto all'Huesca, il 4-2 al Siviglia, il 5-0 nel derby di Barcellona, il 5-0 in trasferta sul campo del Levante e, soprattutto, il 5-1 interno contro il Real Madrid pluricampione d'Europa e del mondo in occasione della decima giornata di campionato, alla fine di ottobre. Il 13 gennaio 2019, in occasione della vittoriosa sfida contro l'Eibar, il fuoriclasse argentino realizza il quattrocentesimo gol nella storia della massima competizione spagnola.
Il 27 aprile il Barcellona si aggiudica per la ventiseiesima volta la Liga con una giornata di anticipo rispetto alla fine del torneo battendo per 1-0 in casa il Levante con gol di Messi, a segno 17 minuti dopo essere entrato in campo. Per i blaugrana è l'ottavo titolo nazionale in undici anni, mentre Messi diviene il primo calciatore della storia del Barça a vincere dieci volte il campionato e primo non spagnolo a farlo in assoluto.
In Champions League i blaugrana sono sorteggiati in un girone B non privo di insidie, nel quale affrontano gli ostici inglesi Tottenham, gli olandesi PSV e gli italiani Inter, nel quale totalizzano 14 punti su 18 a disposizione. Dopo il 4-0 contro gli olandesi, i ragazzi di Valverde si ripetono a Londra, dove si impongono con un netto 4-2 sul campo del Tottenham, mentre contro l'Inter vincono per 2-0 in casa e pareggiano per 1-1 al Meazza. Dopo aver ottenuto la qualificazione come primi nel girone con un ampio margine sulla seconda, per gli ottavi di finale i catalani sono opposti dal sorteggio di Nyon ai francesi del Lione. La gara di andata, disputata in Francia, termina con il risultato di 0-0, mentre il ritorno finisce 5-1 per il Barcellona (doppietta di Messi), che accede ai quarti contro il Manchester Utd, sconfitti dai blaugrana sia all'andata all'Old Trafford (0-1) che al ritorno al Camp Nou (3-0).  Il confronto contro il Liverpool, finalista della precedente edizione del torneo, si risolve per il Barcellona in una disfatta tanto clamorosa quanto simile a quella patita l'anno prima contro la Roma: gli inglesi, dopo aver perso per 3-0 al Camp Nou, si impongono per 4-0 in casa, eliminando i catalani.
Il cammino in Coppa del Re prosegue fino alla finale, la sesta consecutiva. Dopo aver estromesso il Levante agli ottavi di finale, ai quarti l'avversario da affrontare è di nuovo il Siviglia. Al Sánchez Pizjuán i padroni di casa superano per 2-0 i catalani con reti dell'ala destra Sarabia e dell'attaccante Ben Yedder; al ritorno i blaugrana, chiamati a una rimonta con almeno tre gol di scarto per superare il turno, fanno ancora meglio e annichiliscono gli andalusi con un perentorio 6-1. Sugli scudi la punta brasiliana Philippe Coutinho, autore di una doppietta, mentre gli altri gol sono realizzati da Rakitić, Suárez, Sergi Roberto e Messi, primatista di gol nella storia del Barcellona e della Liga. In semifinale i catalani trovano il Real Madrid, per un Clásico che tutti definiscono la finale anticipata. Dopo l'1-1 al Camp Nou, il match di ritorno al Bernabéu termina con un secco 3-0 in favore degli ospiti. Grande protagonista dell'incontro è il centravanti Suárez, autore di una doppietta. Quella del 27 febbraio 2019 nella coppa nazionale è la quarta vittoria consecutiva ottenuta dal Barça al Bernabéu, record nella storia del club catalano. La finale vede, però, il Barcellona sconfitto per 2-1 dal Valencia al Benito Villamarín di Siviglia.

## Maglie e sponsor
Il fornitore tecnico è Nike, mentre lo sponsor ufficiale è Rakuten.
| Casa | Trasferta |  | Terza divisa |

## Organigramma societario

### Staff
- Allenatore:  Ernesto Valverde
- Vice allenatore:  Jon Aspiazu
- Collaboratore tecnico:  Joan Barbarà
- Preparatori atletici:  José Antonio Pozanco,  Edu Pons,  Antonio Gómez
- Allenatore dei portieri:  José Ramón de la Fuente

## Organico

### Rosa
Rosa, numerazione e ruoli, tratti dal sito ufficiale, sono aggiornati al 21 gennaio 2019.
| N. |                        | Ruolo | Calciatore                      |
| -- | ---------------------- | ----- | ------------------------------- |
| 1  | Germania (bandiera)    | P     | Marc-André ter Stegen           |
| 2  | Portogallo (bandiera)  | D     | Nélson Semedo                   |
| 3  | Spagna (bandiera)      | D     | Gerard Piqué                    |
| 4  | Croazia (bandiera)     | C     | Ivan Rakitić                    |
| 5  | Spagna (bandiera)      | C     | Sergio Busquets (vice capitano) |
| 6  | Spagna (bandiera)      | D     | Denis Suárez                    |
| 6  | Francia (bandiera)     | D     | Jean-Clair Todibo               |
| 7  | Brasile (bandiera)     | A     | Philippe Coutinho               |
| 8  | Brasile (bandiera)     | C     | Arthur                          |
| 9  | Uruguay (bandiera)     | A     | Luis Suárez                     |
| 10 | Argentina (bandiera)   | A     | Lionel Messi (capitano)         |
| 11 | Francia (bandiera)     | A     | Ousmane Dembélé                 |
| 12 | Brasile (bandiera)     | C     | Rafinha                         |
| 13 | Paesi Bassi (bandiera) | P     | Jasper Cillessen                |

| N. |                     | Ruolo | Calciatore           |
| -- | ------------------- | ----- | -------------------- |
| 14 | Brasile (bandiera)  | A     | Malcom               |
| 15 | Francia (bandiera)  | D     | Clément Lenglet      |
| 16 | Spagna (bandiera)   | C     | Sergi Samper         |
| 17 | Colombia (bandiera) | D     | Jeison Murillo       |
| 18 | Spagna (bandiera)   | D     | Jordi Alba           |
| 19 | Spagna (bandiera)   | C     | Munir                |
| 19 | Ghana (bandiera)    | C     | Kevin-Prince Boateng |
| 20 | Spagna (bandiera)   | C     | Sergi Roberto        |
| 21 | Spagna (bandiera)   | C     | Carles Aleñá         |
| 22 | Cile (bandiera)     | C     | Arturo Vidal         |
| 23 | Francia (bandiera)  | D     | Samuel Umtiti        |
| 24 | Belgio (bandiera)   | D     | Thomas Vermaelen     |
| 27 | Spagna (bandiera)   | D     | Juan Miranda         |

## Calciomercato

### Sessione estiva
| Acquisti | Acquisti        | Acquisti      | Acquisti                    |
| R.       | Nome            | da            | Modalità                    |
| -------- | --------------- | ------------- | --------------------------- |
| D        | Clément Lenglet | Siviglia      | definitivo (35,9 milioni €) |
| D        | Marlon          | Nizza         | fine prestito               |
| C        | Arthur          | Grêmio        | definitivo (31 milioni €)   |
| C        | Rafinha         | Inter         | fine prestito               |
| C        | Sergi Samper    | Las Palmas    | fine prestito               |
| C        | Arturo Vidal    | Bayern Monaco | definitivo (18 milioni €)   |
| A        | Malcom          | Bordeaux      | definitivo (41 milioni €)   |
| A        | Munir           | Alavés        | fine prestito               |

| Cessioni | Cessioni        | Cessioni          | Cessioni                               |
| R.       | Nome            | a                 | Modalità                               |
| -------- | --------------- | ----------------- | -------------------------------------- |
| D        | Lucas Digne     | Everton           | definitivo (20,2 milioni €)            |
| D        | Marlon          | Sassuolo          | definitivo (6 milioni €)               |
| D        | Yerry Mina      | Everton           | definitivo (30,25 milioni €)           |
| D        | Aleix Vidal     | Siviglia          | definitivo (8,5 milioni €)             |
| C        | André Gomes     | Everton           | prestito                               |
| C        | Andrés Iniesta  | Vissel Kōbe       | gratuito                               |
| C        | Paulinho        | Guangzhou E.      | prestito con diritto di riscatto       |
| A        | Paco Alcácer    | Borussia Dortmund | prestito con diritto di riscatto       |
| A        | Gerard Deulofeu | Watford           | riscatto del cartellino (13 milioni €) |

### Sessione invernale
| Acquisti | Acquisti             | Acquisti | Acquisti                                         |
| R.       | Nome                 | da       | Modalità                                         |
| -------- | -------------------- | -------- | ------------------------------------------------ |
| D        | Jeison Murillo       | Valencia | prestito (1,2 milioni €) con diritto di riscatto |
| D        | Jean-Clair Todibo    | Tolosa   | definitivo                                       |
| A        | Kevin-Prince Boateng | Sassuolo | prestito (1 milioni €) con diritto di riscatto   |

| Cessioni | Cessioni         | Cessioni     | Cessioni                                         |
| R.       | Nome             | a            | Modalità                                         |
| -------- | ---------------- | ------------ | ------------------------------------------------ |
| C        | Paulinho         | Guangzhou E. | riscatto del cartellino (42 milioni €)           |
| C        | Denis Suárez     | Arsenal      | prestito (2,5 milioni €) con diritto di riscatto |
| A        | Munir El Haddadi | Siviglia     | definitivo (1,05 milioni €)                      |

### Operazioni successive alla sessione invernale
| Acquisti | Acquisti | Acquisti | Acquisti |
| R.       | Nome     | da       | Modalità |
| -------- | -------- | -------- | -------- |

| Cessioni | Cessioni     | Cessioni    | Cessioni   |
| R.       | Nome         | a           | Modalità   |
| -------- | ------------ | ----------- | ---------- |
| C        | Sergi Samper | Vissel Kōbe | svincolato |

## Risultati

### Primera División

#### Girone di andata
| Arbitro: | Sánchez Martínez (Murcia) |

|                               |           |  |
| Messi 64’, 90+2’ Coutinho 83’ | Marcatori |  |

| Arbitro: | de Burgos Bengoetxea (Paesi Baschi) |

|  |           |             |
|  | Marcatori | 57’ Dembélé |

| Arbitro: | Melero López (Andalusia) |

|                                                                                            |           |                         |
| Messi 16’, 61’ Pulido 24’ (aut.) Suárez 39’, 90+3’ (rig.) Dembélé 48’ Rakitić 52’ Alba 81’ | Marcatori | 3’ Hernández 42’ Gallar |

| Arbitro: | del Cerro Grande (Madrid) |

|               |           |                        |
| Elustondo 12’ | Marcatori | 63’ Suárez 66’ Dembélé |

| Arbitro: | Gil Manzano (Estremadura) |

|                     |           |                 |
| Messi 19’ Piqué 63’ | Marcatori | 45’, 51’ Stuani |

| Arbitro: | Undiano Mallenco (Navarra) |

|                           |           |              |
| El Zhar 52’ Rodríguez 53’ | Marcatori | 12’ Coutinho |

| Arbitro: | Jaime Latre (Aragona) |

|           |           |               |
| Munir 84’ | Marcatori | 41’ de Marcos |

| Arbitro: | González González (Castiglia e León) |

|          |           |           |
| Garay 2’ | Marcatori | 23’ Messi |

| Arbitro: | Martínez Munuera (Comunità Valenciana) |

|                                                     |           |                                 |
| Coutinho 2’ Messi 12’ Suárez 63’ (rig.) Rakitić 88’ | Marcatori | 79’ (aut.) Lenglet 90+1’ Muriel |

| Arbitro: | Sánchez Martínez (Murcia) |

|                                                    |           |             |
| Coutinho 11’ Suárez 30’ (rig.), 75’, 83’ Vidal 87’ | Marcatori | 50’ Marcelo |

| Arbitro: | Hernández Hernández (Canarie) |

|                     |           |                             |
| Pozo 35’ García 57’ | Marcatori | 10’, 90’ Suárez 87’ Dembélé |

| Arbitro: | Mateu Lahoz (Comunità Valenciana) |

|                                   |           |                                                 |
| Messi 68’ (rig.), 90+2’ Vidal 79’ | Marcatori | 20’ Junior 34’ Joaquín 71’ Lo Celso 83’ Canales |

| Arbitro: | Gil Manzano (Estremadura) |

|           |           |             |
| Costa 77’ | Marcatori | 90’ Dembélé |

| Arbitro: | Martínez Munuera (Comunità Valenciana) |

|                     |           |  |
| Piqué 35’ Aleñá 87’ | Marcatori |  |

| Arbitro: | del Cerro Grande (Madrid) |

|  |           |                                       |
|  | Marcatori | 17’, 65’ Messi 26’ Dembélé 45’ Suárez |

| Arbitro: | González González (Castiglia e León) |

|  |           |                                          |
|  | Marcatori | 35’ Suárez 43’, 47’, 60’ Messi 88’ Piqué |

| Arbitro: | Prieto Iglesias (Navarra) |

|                       |           |  |
| Dembélé 10’ Messi 45’ | Marcatori |  |

| Arbitro: | Cuadra Fernández (Madrid) |

|          |           |                      |
| Mata 43’ | Marcatori | 20’ Messi 39’ Suárez |

| Arbitro: | Gil Manzano (Estremadura) |

|                           |           |  |
| Suárez 19’, 59’ Messi 53’ | Marcatori |  |

#### Girone di ritorno
| Arbitro: | de Burgos Bongoetxea (Paesi Baschi) |

|                                    |           |                 |
| Dembélé 32’ Suárez 71’ Messi 90+2’ | Marcatori | 57’ Braithwaite |

| Arbitro: | González Fuertes (Asturie) |

|  |           |                     |
|  | Marcatori | 9’ Semedo 68’ Messi |

| Arbitro: | Undiano Mallenco (Navarra) |

|                       |           |                               |
| Messi 39’ (rig.), 64’ | Marcatori | 24’ Gameiro 32’ (rig.) Parejo |

| Bilbao 10 febbraio 2019, ore 20:45 CET 23ª giornata | Athletic Bilbao           | 0 – 0 referto | Barcellona | Stadio di San Mamés (47 629 spett.)\| Arbitro: \| del Cerro Grande (Madrid) \| |
| Arbitro:                                            | del Cerro Grande (Madrid) |               |            |                                                                                |

| Arbitro: | Martínez Munuera (Comunità Valenciana) |

|           |           |  |
| Messi 43’ | Marcatori |  |

| Arbitro: | Mateu Lahoz (Comunità Valenciana) |

|                       |           |                                  |
| Navas 22’ Mercado 42’ | Marcatori | 26’, 67’, 85’ Messi 90+3’ Suárez |

| Arbitro: | Undiano Mallenco (Navarra) |

|  |           |             |
|  | Marcatori | 26’ Rakitić |

| Arbitro: | Melero López (Andalusia) |

|                                       |           |              |
| Piqué 38’ Messi 51’ (rig.) Suárez 82’ | Marcatori | 24’ de Tomás |

| Arbitro: | de Burgos Bongoetxea (Paesi Baschi) |

|           |           |                                  |
| Morón 82’ | Marcatori | 18’, 45+2’, 85’ Messi 63’ Suárez |

| Arbitro: | del Cerro Grande (Madrid) |

|                |           |  |
| Messi 71’, 89’ | Marcatori |  |

| Arbitro: | Hernández Hernández (Canarie) |

|                                               |           |                                                |
| Chukwueze 23’ Ekambi 50’ Iborra 62’ Bacca 80’ | Marcatori | 12’ Coutinho 16’ Malcom 90’ Messi 90+2’ Suárez |

| Arbitro: | Gil Manzano (Estremadura) |

|                      |           |  |
| Suárez 85’ Messi 86’ | Marcatori |  |

| Huesca 13 aprile 2019, ore 16:15 CEST 32ª giornata | Huesca                     | 0 – 0 referto | Barcellona | Stadio El Alcoraz (7 343 spett.)\| Arbitro: \| Cuadra Fernández (Baleari) \| |
| Arbitro:                                           | Cuadra Fernández (Baleari) |               |            |                                                                              |

| Arbitro: | González Fuertes (Asturie) |

|                      |           |            |
| Lenglet 45’ Alba 64’ | Marcatori | 62’ Juanmi |

| Arbitro: | Cordero Vega (Cantabria) |

|  |           |                             |
|  | Marcatori | 54’ Aleñá 60’ (rig.) Suárez |

| Arbitro: | de Burgos Bongoetxea (Paesi Baschi) |

|           |           |  |
| Messi 62’ | Marcatori |  |

| Arbitro: | Sánchez Martínez (Murcia) |

|                            |           |  |
| Gómez 67’ Aspas 88’ (rig.) | Marcatori |  |

| Arbitro: | González González (Castiglia e León) |

|                                |           |  |
| Vidal 39’ Arambarri 89’ (aut.) | Marcatori |  |

| Arbitro: | Martínez Munuera (Comunità Valenciana) |

|                             |           |                |
| Cucurella 20’ de Blasis 45’ | Marcatori | 31’, 32’ Messi |

### Coppa del Re
| Arbitro: | Melero López (Andalusia) |

|  |           |               |
|  | Marcatori | 90+1’ Lenglet |

| Arbitro: | Undiano Mallenco (Navarra) |

|                                            |           |          |
| Munir 18’ Denis Suárez 26’, 70’ Malcom 43’ | Marcatori | 54’ Señé |

| Arbitro: | de Burgos Bengoetxea (Paesi Baschi) |

|                       |           |                     |
| Cabaco 4’ Mayoral 18’ | Marcatori | 85’ (rig.) Coutinho |

| Arbitro: | Sánchez Martínez (Murcia) |

|                            |           |  |
| Dembélé 30’, 31’ Messi 54’ | Marcatori |  |

| Arbitro: | del Cerro Grande (Madrid) |

|                            |           |  |
| Sarabia 58’ Ben Yedder 76’ | Marcatori |  |

| Arbitro: | Sánchez Martínez (Murcia) |

|                                                                         |           |           |
| Coutinho 13’ (rig.), 53’ Rakitić 31’ Roberto 54’ Suárez 89’ Messi 90+2’ | Marcatori | 67’ Arana |

| Arbitro: | Mateu Lahoz (Comunità Valenciana) |

|            |           |            |
| Malcom 57’ | Marcatori | 6’ Vázquez |

| Arbitro: | Sánchez Martínez (Murcia) |

|  |           |                                          |
|  | Marcatori | 50’, 73’ (rig.) Suárez 69’ (aut.) Varane |

| Arbitro: | Undiano Mallenco (Navarra) |

|           |           |                         |
| Messi 73’ | Marcatori | 21’ Gameiro 33’ Rodrigo |

### Supercoppa di Spagna
| Arbitro: | del Cerro Grande (Madrid) |

|            |           |                       |
| Sarabia 9’ | Marcatori | 42’ Piqué 78’ Dembélé |

### UEFA Champions League

#### Fase a gironi
| Arbitro: | Sidīropoulos |

|                                 |           |  |
| Messi 32’, 77’, 87’ Dembélé 75’ | Marcatori |  |

| Arbitro: | Zwayer |

|                     |           |                                        |
| Kane 52’ Lamela 66’ | Marcatori | 2’ Coutinho 28’ Rakitić 56’, 90’ Messi |

| Arbitro: | Hațegan |

|                            |           |  |
| Rafinha 32’ Jordi Alba 83’ | Marcatori |  |

| Arbitro: | Marciniak |

|            |           |            |
| Icardi 87’ | Marcatori | 83’ Malcom |

| Arbitro: | Královec |

|             |           |                     |
| de Jong 83’ | Marcatori | 61’ Messi 70’ Piqué |

| Arbitro: | Mažić |

|            |           |                 |
| Dembélé 7’ | Marcatori | 85’ Lucas Moura |

#### Fase ad eliminazione diretta
| Décines-Charpieu 19 febbraio 2019, ore 21:00 CET Ottavi di finale - Andata | Olympique Lione | 0 – 0 referto | Barcellona | OL Stadium (57 889 spett.)\| Arbitro: \| Çakır \| |
| Arbitro:                                                                   | Çakır           |               |            |                                                   |

| Arbitro: | Marciniak |

|                                                          |           |             |
| Messi 18’ (rig.), 78’ Coutinho 31’ Piqué 81’ Dembélé 86’ | Marcatori | 58’ Tousart |

| Arbitro: | Rocchi |

|  |           |                 |
|  | Marcatori | 12’ (aut.) Shaw |

| Arbitro: | Brych |

|                            |           |  |
| Messi 16’ 20’ Coutinho 61’ | Marcatori |  |

| Arbitro: | Kuipers |

|                           |           |  |
| Suárez 26’ Messi 75’, 82’ | Marcatori |  |

| Arbitro: | Çakır |

|                                  |           |  |
| Origi 7’, 76’ Wijnaldum 54’, 56’ | Marcatori |  |

## Statistiche

### Statistiche di squadra
| Competizione         | Punti | In casa | In casa | In casa | In casa | In casa | In casa | In trasferta | In trasferta | In trasferta | In trasferta | In trasferta | In trasferta | Totale | Totale | Totale | Totale | Totale | Totale | D.R |
| Competizione         | Punti | G       | V       | N       | P       | Gf      | Gs      | G            | V            | N            | P            | Gf           | Gs           | G      | V      | N      | P      | Gf     | Gs     | D.R |
| -------------------- | ----- | ------- | ------- | ------- | ------- | ------- | ------- | ------------ | ------------ | ------------ | ------------ | ------------ | ------------ | ------ | ------ | ------ | ------ | ------ | ------ | --- |
| Liga BBVA            | 87    | 19      | 15      | 3       | 1       | 51      | 17      | 19           | 11           | 6            | 2            | 39           | 19           | 38     | 26     | 9      | 3      | 90     | 36     | +54 |
| Coppa del Re         | -     | 4       | 3       | 1       | 0       | 14      | 3       | 5            | 2            | 0            | 3            | 6            | 6            | 9      | 5      | 1      | 3      | 20     | 9      | +11 |
| Champions League     | 14    | 6       | 5       | 1       | 0       | 18      | 2       | 6            | 3            | 2            | 1            | 8            | 8            | 12     | 8      | 3      | 1      | 26     | 10     | +16 |
| Supercoppa di Spagna | -     | -       | -       | -       | -       | -       | -       | 1            | 1            | 0            | 0            | 2            | 1            | 1      | 1      | 0      | 0      | 2      | 1      | +1  |
| Totale               | 101   | 29      | 23      | 5       | 1       | 83      | 22      | 31           | 11           | 8            | 6            | 55           | 34           | 60     | 40     | 13     | 7      | 139    | 56     | +82 |

### Andamento in campionato
| Giornata  | 1 | 2 | 3 | 4 | 5 | 6 | 7 | 8 | 9 | 10 | 11 | 12 | 13 | 14 | 15 | 16 | 17 | 18 | 19 | 20 | 21 | 22 | 23 | 24 | 25 | 26 | 27 | 28 | 29 | 30 | 31 | 32 | 33 | 34 | 35 | 36 | 37 | 38 |
| --------- | - | - | - | - | - | - | - | - | - | -- | -- | -- | -- | -- | -- | -- | -- | -- | -- | -- | -- | -- | -- | -- | -- | -- | -- | -- | -- | -- | -- | -- | -- | -- | -- | -- | -- | -- |
| Luogo     | C | T | C | T | C | T | C | T | C | C  | T  | C  | T  | C  | T  | T  | C  | T  | C  | C  | T  | C  | T  | C  | T  | T  | C  | T  | C  | T  | C  | T  | C  | T  | C  | T  | C  | T  |
| Risultato | V | V | V | V | N | P | N | N | V | V  | V  | P  | N  | V  | V  | V  | V  | V  | V  | V  | V  | N  | N  | V  | V  | V  | V  | V  | V  | N  | V  | N  | V  | V  | V  | P  | V  | N  |
| Posizione | 2 | 2 | 1 | 1 | 1 | 1 | 1 | 2 | 1 | 1  | 1  | 1  | 2  | 1  | 1  | 1  | 1  | 1  | 1  | 1  | 1  | 1  | 1  | 1  | 1  | 1  | 1  | 1  | 1  | 1  | 1  | 1  | 1  | 1  | 1  | 1  | 1  | 1  |

Fonte:  Liga – Classifiche, su sport.sky.it, sport.sky.it (archiviato dall'url originale il 12 marzo 2014).
Legenda:

Luogo: C = Casa; T = Trasferta. Risultato: V = Vittoria; N = Pareggio; P = Sconfitta.

### Statistiche dei giocatori
| Giocatore     | Liga     | Liga | Liga        | Liga       | Coppa del Re | Coppa del Re | Coppa del Re | Coppa del Re | Champions League | Champions League | Champions League | Champions League | Supercoppa di Spagna | Supercoppa di Spagna | Supercoppa di Spagna | Supercoppa di Spagna | Totale   | Totale | Totale      | Totale     |
| Giocatore     | Presenze | Reti | Ammonizioni | Espulsioni | Presenze     | Reti         | Ammonizioni  | Espulsioni   | Presenze         | Reti             | Ammonizioni      | Espulsioni       | Presenze             | Reti                 | Ammonizioni          | Espulsioni           | Presenze | Reti   | Ammonizioni | Espulsioni |
| ------------- | -------- | ---- | ----------- | ---------- | ------------ | ------------ | ------------ | ------------ | ---------------- | ---------------- | ---------------- | ---------------- | -------------------- | -------------------- | -------------------- | -------------------- | -------- | ------ | ----------- | ---------- |
| J. Alba       | 36       | 2    | 6           | 0          | 6            | 0            | 2            | 0            | 10               | 1                | 2                | 0                | 1                    | 0                    | 0                    | 0                    | 53       | 3      | 10          | 0          |
| C. Aleñá      | 17       | 2    | 2           | 0          | 7            | 0            | 1            | 0            | 3                | 0                | 0                | 0                | 0                    | 0                    | 0                    | 0                    | 27       | 2      | 3           | 0          |
| Arthur        | 27       | 0    | 2           | 0          | 7            | 0            | 0            | 0            | 8                | 0                | 1                | 0                | 1                    | 0                    | 0                    | 0                    | 43       | 0      | 3           | 0          |
| K. Boateng    | 3        | 0    | 1           | 0          | 1            | 0            | 0            | 0            | 0                | 0                | 0                | 0                | 0                    | 0                    | 0                    | 0                    | 4        | 0      | 1           | 0          |
| O. Busquets   | 0        | 0    | 0           | 0          | 1            | 0            | 0            | 0            | 0                | 0                | 0                | 0                | 0                    | 0                    | 0                    | 0                    | 1        | 0      | 0           | 0          |
| S. Busquets   | 35       | 0    | 10          | 0          | 6            | 0            | 3            | 0            | 11               | 0                | 2                | 0                | 1                    | 0                    | 1                    | 0                    | 53       | 0      | 16          | 0          |
| Chumi         | 0        | 0    | 0           | 0          | 3            | 0            | 1            | 0            | 0                | 0                | 0                | 0                | 0                    | 0                    | 0                    | 0                    | 3        | 0      | 1           | 0          |
| J. Cillessen  | 3        | -4   | 0           | 0          | 7            | -8           | 0            | 0            | 1                | -1               | 0                | 0                | 0                    | 0                    | 0                    | 0                    | 11       | -13    | 0           | 0          |
| Á. Collado    | 1        | 0    | 0           | 0          | 0            | 0            | 0            | 0            | 0                | 0                | 0                | 0                | 0                    | 0                    | 0                    | 0                    | 1        | 0      | 0           | 0          |
| P. Coutinho   | 34       | 5    | 2           | 0          | 7            | 3            | 0            | 0            | 11               | 3                | 0                | 0                | 1                    | 0                    | 0                    | 0                    | 53       | 11     | 2           | 0          |
| J. Cuenca     | 0        | 0    | 0           | 0          | 1            | 0            | 0            | 0            | 0                | 0                | 0                | 0                | 0                    | 0                    | 0                    | 0                    | 1        | 0      | 0           | 0          |
| O. Dembélé    | 29       | 8    | 1           | 0          | 4            | 2            | 0            | 0            | 8                | 3                | 0                | 0                | 1                    | 1                    | 0                    | 0                    | 42       | 14     | 1           | 0          |
| C. Lenglet    | 23       | 1    | 8           | 1          | 9            | 1            | 0            | 0            | 11               | 0                | 2                | 0                | 1                    | 0                    | 1                    | 0                    | 44       | 2      | 11          | 1          |
| Malcom        | 15       | 1    | 0           | 0          | 6            | 2            | 0            | 0            | 2                | 1                | 0                | 0                | 0                    | 0                    | 0                    | 0                    | 23       | 4      | 0           | 0          |
| L. Messi      | 34       | 36   | 3           | 0          | 5            | 3            | 0            | 0            | 9                | 12               | 0                | 0                | 1                    | 0                    | 0                    | 0                    | 49       | 51     | 3           | 0          |
| Munir         | 7        | 1    | 0           | 0          | 2            | 1            | 0            | 0            | 2                | 0                | 0                | 0                | 0                    | 0                    | 0                    | 0                    | 11       | 2      | 0           | 0          |
| J. Miranda    | 0        | 0    | 0           | 0          | 3            | 0            | 2            | 0            | 1                | 0                | 0                | 0                | 0                    | 0                    | 0                    | 0                    | 4        | 0      | 2           | 0          |
| J. Murillo    | 2        | 0    | 0           | 0          | 2            | 0            | 2            | 0            | 0                | 0                | 0                | 0                | 0                    | 0                    | 0                    | 0                    | 4        | 0      | 2           | 0          |
| G. Piqué      | 35       | 4    | 6           | 0          | 5            | 0            | 0            | 0            | 10               | 2                | 1                | 0                | 1                    | 1                    | 0                    | 0                    | 51       | 7      | 7           | 0          |
| R. Puig       | 2        | 0    | 0           | 0          | 1            | 0            | 0            | 0            | 0                | 0                | 0                | 0                | 0                    | 0                    | 0                    | 0                    | 3        | 0      | 0           | 0          |
| Rafinha       | 5        | 0    | 1           | 0          | 0            | 0            | 0            | 0            | 2                | 1                | 0                | 0                | 1                    | 0                    | 0                    | 0                    | 8        | 1      | 1           | 0          |
| I. Rakitić    | 34       | 3    | 6           | 1          | 7            | 1            | 0            | 0            | 11               | 1                | 1                | 0                | 1                    | 0                    | 0                    | 0                    | 53       | 5      | 7           | 1          |
| S. Roberto    | 29       | 0    | 3           | 0          | 6            | 1            | 0            | 0            | 8                | 0                | 1                | 0                | 0                    | 0                    | 0                    | 0                    | 43       | 1      | 4           | 0          |
| S. Samper     | 0        | 0    | 0           | 0          | 1            | 0            | 0            | 0            | 0                | 0                | 0                | 0                | 0                    | 0                    | 0                    | 0                    | 1        | 0      | 0           | 0          |
| N. Semedo     | 26       | 1    | 4           | 0          | 9            | 0            | 2            | 0            | 9                | 0                | 2                | 0                | 1                    | 0                    | 0                    | 0                    | 45       | 1      | 8           | 0          |
| D. Suárez     | 2        | 0    | 0           | 0          | 4            | 2            | 0            | 0            | 2                | 0                | 0                | 0                | 0                    | 0                    | 0                    | 0                    | 8        | 2      | 0           | 0          |
| L. Suárez     | 33       | 21   | 5           | 0          | 5            | 3            | 2            | 0            | 9                | 1                | 3                | 0                | 1                    | 0                    | 0                    | 0                    | 48       | 25     | 10          | 0          |
| M. ter Stegen | 35       | -32  | 0           | 0          | 2            | -1           | 0            | 0            | 10               | -5               | 0                | 0                | 1                    | 0                    | 1                    | 0                    | 48       | -38    | 1           | 0          |
| J. Todibo     | 2        | 0    | 2           | 0          | 0            | 0            | 0            | 0            | 0                | 0                | 0                | 0                | 0                    | 0                    | 0                    | 0                    | 2        | 0      | 2           | 0          |
| S. Umtiti     | 14       | 0    | 4           | 0          | 0            | 0            | 0            | 0            | 1                | 0                | 1                | 1                | 0                    | 0                    | 0                    | 0                    | 15       | 0      | 5           | 1          |
| T. Vermaelen  | 9        | 0    | 2           | 0          | 1            | 0            | 0            | 0            | 2                | 0                | 0                | 0                | 0                    | 0                    | 0                    | 0                    | 12       | 0      | 2           | 0          |
| A. Vidal      | 33       | 3    | 7           | 0          | 8            | 0            | 2            | 0            | 10               | 0                | 1                | 0                | 1                    | 0                    | 0                    | 0                    | 52       | 3      | 10          | 0          |
| M. Wagué      | 3        | 0    | 0           | 0          | 0            | 0            | 0            | 0            | 0                | 0                | 0                | 0                | 0                    | 0                    | 0                    | 0                    | 3        | 0      | 0           | 0          |